# Agaua
Agaua – wieś w Rumunii, w okręgu Braiła, w gminie Frecăței. W 2011 roku liczyła 452 mieszkańców.